# Waitawheta Waterfall
Der Waitawheta Waterfall ist ein Wasserfall in der Kaimai Range der Region Waikato auf der Nordinsel Neuseelands. Er stürzt südsüdwestlich der Waitawheta Hut und südlich des Toilet Bowl Waterfall in den Waitawheta River. Seine Fallhöhe beträgt etwa 10 Meter.
Vom Parkplatz nahe dem Ende der Franklin Road südsüdwestlich der Ortschaft Waihi führt ein 8-stündiger Retourwanderweg unter anderem entlang des Waitawheta Tramway zum Wasserfall. Dabei wird der Waitawheta River dreimal gefurtet.